# Медведівка (Гур'євський міський округ)
Медведівка (рос. Медведевка; до 1946 року — Трутенау (нім. Trutenau)) — селище Гур'євського міського округу, Калінінградської області Росії. Входить до складу Кутузовського сільського поселення.
Населення —  36 осіб (2015 рік). 

## Населення
| 2002 | 2010 |
| ---- | ---- |
| 36   | →36  |